# برنت الجنوبية (دائرة انتخابية في المملكة المتحدة)
برنت الجنوبية  (بالإنجليزية: Brent South)‏ هي إحدى الدوائر الانتخابية في المملكة المتحدة الممثلة في مجلس العموم في برلمان المملكة المتحدة.
عضو البرلمان الذي يمثلها حالياً هو :Ms Dawn Butler (Lab).